# Parhorasan Nauli
Parhorasan Nauli is een bestuurslaag in het regentschap Pematang Siantar van de provincie Noord-Sumatra, Indonesië. Parhorasan Nauli telt 2898 inwoners (volkstelling 2010).